# 청운동
청운동(淸雲洞)은 서울특별시 종로구에 속한 법정동의 하나로서 행정동인 청운효자동에 속한다. 북쪽으로 창의문(자하문)을 경계로 부암동과 접하고 있으며, 동쪽으로는 북악산, 서쪽으로는 인왕산이 경계를 이룬다. 남쪽으로는 궁정동과 효자동에 인접해 있다. 

## 유래
청운동은 이곳에 있던 행정 구역인 청풍계(淸風溪)와 백운동(白雲洞)을 합치면서, 각각 한 글자씩 따온 데서 유래된다.

## 기념물
- 1968년 1.21 1·21 사태 당시 순직한 고(故) 최규식 경무관의 동상과 추모비가 자하문 고개 정류장에 있다.
- 정철이 태어난 곳임을 알리는 기념비가 청운초등학교 정문 앞에 있다.
- 김상헌의 집터임을 알리는 기념비가 경복고등학교 정류장 근처에 있다.

## 주요 시설
- 학교 : 서울청운초등학교, 청운중학교, 경복고등학교, 경기상업고등학교
- 공원 : 청운공원(옛 청운아파트 터)
- 기타 : 브루나이 대사관, 교황청 대사관저
- 말일성도 예수그리스도 교회

## 같이 보기
- 청운효자동